# Drepanosticta rufostigma
Drepanosticta rufostigma är en trollsländeart som först beskrevs av Selys 1886.  Drepanosticta rufostigma ingår i släktet Drepanosticta och familjen Platystictidae. Inga underarter finns listade i Catalogue of Life.